# Zdeněk Dopita
Zdeněk Dopita (6. února 1912 Brno – 21. června 1977 Brno) byl český divadelní režisér. Celou svou profesní kariéru věnoval zejména ochotnickému divadlu. Od roku 1950 až do roku 1960 byl ředitelem Divadla bratří Mrštíků (dnešní Městské divadlo Brno). Byl vzorem pro mnoho jeho následovníků jako L. Walletzkého, dr. Víta Závodského, dr. Miroslava Plešáka, Alenu Kalábovou, dr. Libuši Zbořilovou aj. V letech 1960–1985 byl předsedou krajského poradního sboru pro divadlo jihomoravského KKS. Byl profesorem na JAMU, mezi jeho žáky patří např. i Libuše Šafránková nebo Oldřich Kaiser.